# Барумини
Барумини (итал. Barumini) — коммуна в Италии, располагается в регионе Сардиния, в провинции Южная Сардиния.
Население составляет 1413 человека (2008 г.), плотность населения составляет 53 чел./км². Занимает площадь 27 км². Почтовый индекс — 9021. Телефонный код — 070.
Покровителем коммуны почитается святой Себастьян, празднование 20 января.

## Демография
Динамика населения:

## Администрация коммуны
- Официальный сайт: http://www.comunebarumini.it/ Архивная копия от 27 января 2010 на Wayback Machine